# چم مرداس
چم مرداس، روستایی از توابع بخش مرکزی شهرستان رامهرمز در استان خوزستان ایران است.

## جمعیت
این روستا در دهستان حومه‌شرقی قرار دارد و براساس سرشماری مرکز آمار ایران در سال ۱۳۸۵، جمعیت آن ۹۶ نفر (۱۷خانوار) بوده‌است.